# Beim nächsten Mann wird alles anders (Film)
Beim nächsten Mann wird alles anders ist ein deutscher Kinofilm von Xaver Schwarzenberger aus dem Jahr 1989. Er ist die Verfilmung des gleichnamigen Buches von Eva Heller. Der von Rialto Film produzierte Spielfilm kam am 12. Januar 1989 in die bundesdeutschen Kinos. Am 20. Juni 1993 wurde er erstmals im deutschen Fernsehen auf ProSieben gezeigt. 

## Inhalt
Nach der Trennung von ihrem geizigen und ordnungsliebenden Freund, dem Assistenzarzt Albert Auerbach,  schwärmt die Filmstudentin Constanze Wechselburger für ihren Dozenten Gottfried Schachtschnabel. Dieser lebt zwar von seiner Ehefrau getrennt, ist aber dennoch nicht bereit für eine neue Beziehung. Schließlich versöhnen sich Constanze Wechselburger und Albert Auerbach wieder.

## Hintergrund
Im Film werden gegenüber dem Buch einige Handlungsstränge hinzugefügt. Außerdem kommen im Film als Traumsequenzen von Constanze Wechselburger nachgestellte parodistische Filmszenen aus Filmen wie Casablanca, Vom Winde verweht und Psycho  vor, die im Buch nicht erwähnt werden.

## Rezeption
Den Film sahen in Westdeutschland fast eine Mio. Kinozuschauer. Der Film wurde von der Filmbewertungsstelle Wiesbaden mit dem „Prädikat wertvoll“ ausgezeichnet.

Die Wochenzeitschrift Die Zeit verreißt den Film: „Kein Kamerablick, der neugierig macht, keine sprechenden Details, kein spannender Schnitt, nichts. Die schnelle Verfilmung eines Bestsellers, das uninspirierte Spekulieren auf den Erfolg.“ Der Filmdienst schreibt: „Mitunter treffend im Detail, verspielt der Film aber die Möglichkeiten einer tiefergehenden Kritik und verfällt stattdessen in unverbindlich-versöhnliche Unterhaltungseffekte oder platte Denunziationen.“

„Die Männer reden seltsam etepetete, die Frauen reden viel ordinärer als bei mir und sind berufslose Wesen geworden, die ihre Liebhaber mit immer neuen Kleiderwünschen traktieren“, zitiert Der Spiegel die Buchautorin Eva Heller, die für das Drehbuch zum Film gar nicht gefragt worden sei, um fortzufahren: „Vielmehr verpflichteten die Produzenten Susan Nielebock und Matthias Wendlandt, denen Vater Horst Wendlandt die Filmrechte spendiert hatte, den Stern-Journalisten Gundolf S. Freyermuth, weil sie nichts von Drehbuch-Schreiberinnen halten.“